# Honorius de Cantorbéry
Vous lisez un « bon article » labellisé en 2020.
Pour les articles homonymes, voir Honorius.
Honorius est un prélat chrétien mort le 30 septembre 653. Membre de la mission grégorienne envoyée en Angleterre pour convertir les Anglo-Saxons au christianisme, il devient le cinquième archevêque de Cantorbéry à la mort de Juste, entre 627 et 631.
Durant son archiépiscopat, il consacre Ithamar de Rochester, le premier évêque anglais autochtone, et encourage les efforts missionnaires de Félix auprès des Angles de l'Est. Son autorité ne dépasse cependant pas les frontières du Kent et de l'Est-Anglie. À sa mort, en 653, il est le dernier survivant de la mission grégorienne. Il est par la suite considéré comme saint et fêté le 30 septembre. Son successeur, Deusdedit, est le premier archevêque de Cantorbéry natif d'Angleterre.

## Biographie

### Origines
Originaire d'Italie, Honorius fait peut-être partie de la mission d'évangélisation envoyée par le pape Grégoire le Grand qui arrive en Grande-Bretagne en 597. Néanmoins, il est également possible qu'il soit arrivé en 601, avec la deuxième vague de missionnaires envoyés en renfort après les premiers succès remportés par Augustin et ses camarades,. Honorius pourrait aussi bien être son nom de naissance que celui qu'il adopte en devenant archevêque.

### Archevêque

Les peuples de Grande-Bretagne au début du VIIe siècle.

Honorius est le successeur de Juste, quatrième archevêque de Cantorbéry, qui est mort à une date inconnue entre 627 et 631. Il est consacré archevêque par l'évêque d'York Paulin dans l'église en pierre de Lincoln, dans le Lindsey. Il écrit au pape Honorius Ier afin de lui demander d'élever le siège d'York au rang d'archevêché, dans l'idée qu'à la mort d'un des deux archevêques d'Angleterre, l'autre puisse sacrer son successeur. Dans sa réponse, reproduite par Bède le Vénérable dans son Histoire ecclésiastique du peuple anglais,, le pape accède à cette demande et envoie un pallium, symbole de l'autorité archiépiscopale, à Paulin ainsi qu'à Honorius. Néanmoins, la situation politique contrecarre les projets d'Honorius : le roi Edwin de Northumbrie, baptisé par Paulin en 627, est tué à la bataille de Hatfield Chase, en octobre 633, et deux rois païens lui succèdent. Paulin est contraint de fuir la Northumbrie et se réfugie dans le royaume du Kent, auprès d'Honorius, qui le nomme alors évêque de Rochester, le deuxième siège épiscopal du Kent après Cantorbéry,.
L'évangélisation des Anglo-Saxons se poursuit durant l'archiépiscopat d'Honorius. Il bénéficie d'un allié de poids en la personne du roi de Kent Eorcenberht, qui monte sur le trône en 640. D'après Bède, Eorcenberht est le premier souverain anglais à ordonner la destruction des idoles païennes et le respect du carême,. Vers 630 ou 631, Honorius envoie le Burgonde Félix à Dunwich, dans le royaume des Angles de l'Est. Il est possible que leur roi Sigeberht, baptisé durant son exil en Francie, y ait rencontré Félix et l'ait envoyé à Honorius. Félix devient ainsi le premier évêque des Angles de l'Est, sans que l'on sache si c'est Honorius qui l'a sacré ou s'il l'a déjà été sur le continent,. C'est également à l'époque d'Honorius que commence la christianisation des Angles du Milieu, dont le roi Peada reçoit le baptême vers 653,.
Le premier évêque d'origine anglo-saxonne, Ithamar, est sacré par Honorius vers 644 pour succéder à Paulin sur le siège de Rochester. Honorius sacre également les deux évêques de Dunwich qui succèdent à Félix : Thomas en 647 ou 648, puis Berhtgisl en 652 ou 653. Il entretient de bonnes relations avec les missionnaires irlandais et admire Aidan, un des principaux meneurs du clergé irlandais, mais son autorité reste limitée au Kent et à l'Est-Anglie.

### Mort et postérité

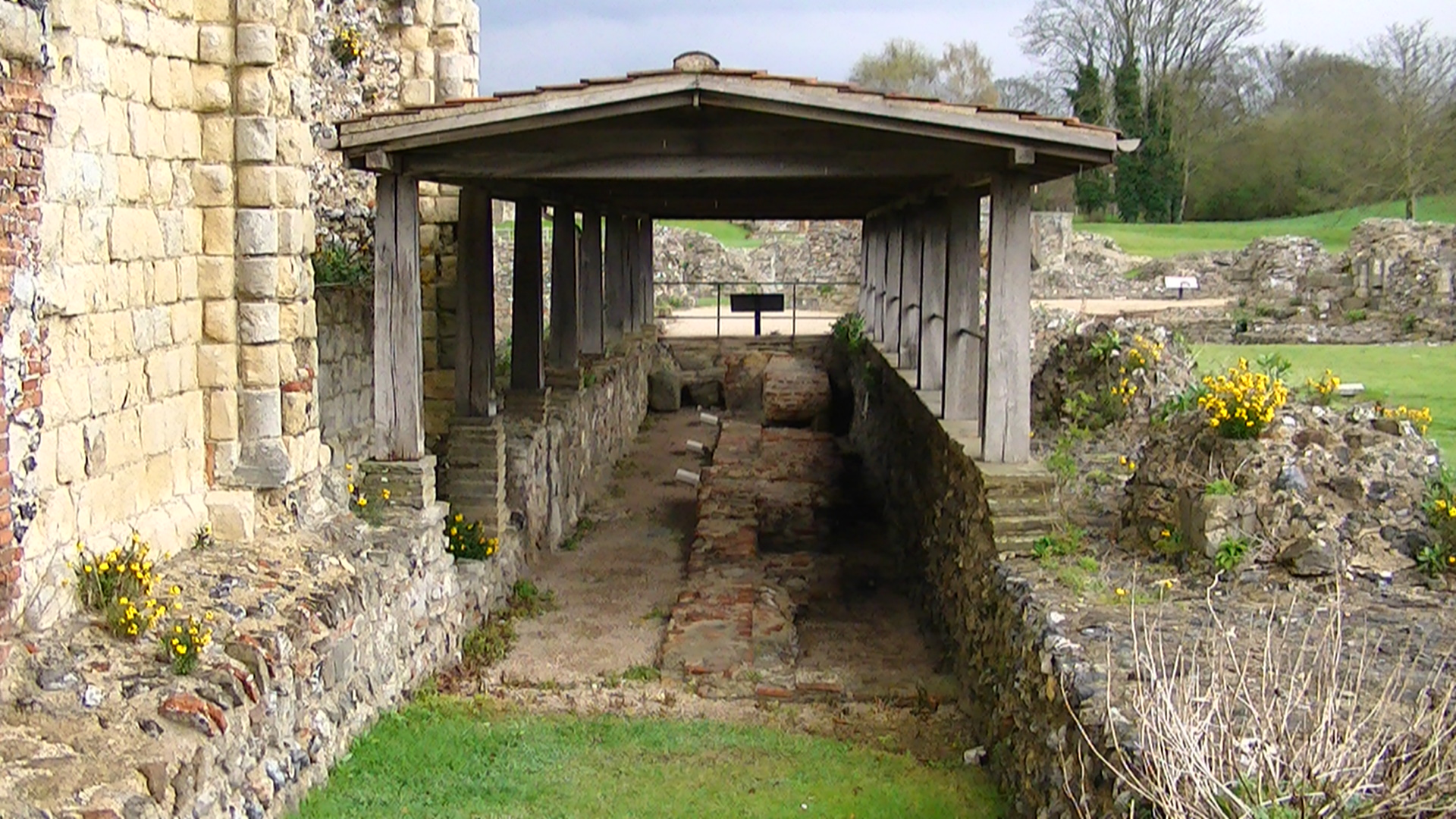
Le site des sépultures des premiers archevêques de Cantorbéry à l'abbaye Saint-Augustin.

Honorius meurt le 30 septembre 653,. Il est le dernier survivant des membres de la mission grégorienne. Son successeur, Deusdedit, le premier archevêque natif d'Angleterre, n'est sacré que dix-huit mois plus tard, en mars 655.
Inhumé sous le porche ouest de l'église de l'abbaye Saint-Pierre-et-saint-Paul de Cantorbéry (redédiée ultérieurement à saint Augustin), Honorius est vénéré comme saint et fêté le 30 septembre, jour anniversaire de sa mort,. Il est l'objet d'une courte hagiographie rédigée par le moine Goscelin de Saint-Bertin dans les années 1070. Ses reliques sont vénérées à l'abbaye Saint-Augustin au moins jusque dans les années 1120.